# Wimborne Model Town
Wimborne Model Town er en miniby ved Wimborne Minster i Dorset i Storbritannien. Den gengiver byen Wimborne, som den så ud, da minibyen blev lavet i 1950'erne, og fanger essensen af en typisk købstad i datidens landlige England.
Minibyen er udført i beton med 120 bygninger i størrelsesforholdet 1:10, inklusive 108 butiksfacader og en 5 m høj kirke. Butiksvinduerne viser nøjagtig de ting, butikkerne solgte i efterkrigsårene.
Minibyen blev oprindeligt bygget lige nordvest for kirken Wimborne Minster. I 1980'erne var den efterhånden blevet nedslidt, men en gruppe frivillige gik sammen og fik 0,4 ha af Grøn bælte til at restaurere den på. Egentlig ville det have været upassende at bruge Grøn bæltes jord til den slags, men de lokale planlæggere fandt, at bevaringen af minibyen i byen hørte under "specielle omstændigheder". Byrådet har efterfølgende tilladt over 245 m² til midlertidige bygninger med besøgscenter, café, butikker, toiletter og legeområde.
I de senere år er der tilføjet yderligere seværdigheder, herunder en modeljernbane baseret på Thomas og hans venner der blev indviet af Christopher Awdry.
Minibyen drives stadig af frivillige og besøges af tusinder hvert år.